# قائمة منارات الجزائر
يسرد هذا المقال قائمة منارات الجزائر .
يوجد في الجزائر أربعة وعشرون منارة توفر من الغرب إلى الشرق تغطية شبه كاملة للساحل الجزائري. جميع هذه المباني بنيت في الحقبة الاستعمارية، ويديرها الديوان الوطني للإشارات البحرية.

## ولاية تلمسان
- منارة الغزوات 1868 [2]

## ولاية عين تموشنت
- منارة جزيرة رشقون، 1870 [3]

## ولاية وهران
- منارة جزيرة حبيبة، 1878[4]
- منارة رأس فالكون، 1868[5]
- منارة رأس الإبرة، 1865[6]
- منارة جزيرة أرزيو، 1865[7]

## ولاية مستغانم
- منارة رأس آيفي، 1898[8]

## ولاية الشلف
- منارة كولومبي، 1954[9]
- منارة رأس تنس، 1861[10]

## ولاية تيبازة
- منارة شرشال، 1881[11]
- منارة تيبازة، 1867[12]

## ولاية الجزائر
- منارة رأس كاكسين، 1868[13]
- منارة رأس مافيتو، 1958[14]

## ولاية بومرداس
- منارة رأس بن غوت[15] 1881

## ولاية تيزي وزو
- منارة رأس كوربيلين، 1905[16]

## ولاية بجاية
- منارة رأس سيقلي، 1905[17]
- منارة رأس كربون، 1906[18]

## ولاية جيجل
- منارة رأس العافية، 1906[19]

## ولاية سكيكدة
- منارة رأس بوقارون، 1911[20]
- منارة جزيرة سريجينا، 1906[21]
- منارة رأس الحديد، 1907[22]
- منارة شبه جزيرة الجردة 1862[23]

## ولاية عنابة
- منارة رأس العسة، 1908 [24]

## ولاية الطارف
- منارة رأس روزا، 1906[25]

## روابط داخلية
- قائمة المنارات الرئيسية في تونس
- قائمة المنارات في المغرب